# Jaroslav Brych
Jaroslav Brych (* 23. února 1964, Chrudim) je český dirigent, sbormistr, hudební pedagog a hráč na lesní roh.

## Hudební vzdělání
V letech 1978–1984 studoval na konzervatoři v Pardubicích obor lesní roh u Otakara Tvrdého. V letech 1984–1989 studoval obor dirigování na Hudební fakultě pražské AMU ve třídách profesorů Radomila Elišky, Václava Neumanna a Josefa Veselky. Studium uzavřel absolventským koncertem se Symfonickým orchestrem hlavního města Prahy FOK. Opakovaně se též zúčastnil známých mistrovských kurzů Helmutha Rillinga ve Stuttgartu.

## Profesionální kariéra

### Sbormistr a dirigent

#### Vysokoškolský umělecký soubor Univerzity Karlovy
Profesionální kariéru zahájil Jaroslav Brych ve Vysokoškolském uměleckém souboru Univerzity Karlovy (VUS UK), kde působil po boku Miriam Němcové, poté  Lubomíra Mátla, od roku 1992 do svého odchodu z VUS UK v roce 1997 pak již zcela sám. Za svého působení se sborem nahrál též několik CD, velký úspěch slavila například nahrávka „Láska a Smrt“.

#### Symfonický orchestr Armády ČR
Mezi lety 1987 a 1990 byl dirigentem a od 1990 do 1994 šefdirigentem  Armádního uměleckého souboru Víta Nejedlého.

#### Pražský filharmonický sbor
Ještě za působení ve VUS UK nastoupil Jaroslav Brych do Pražského filharmonického sboru (PFS). Nejdříve zde působil po boku sbormistra a hudebního režiséra, Pavla Kühna, kterého v roce 1996 (po Kühnově odchodu) nahradil na pozici hlavního sbormistra. Pokračoval v tradici spolupráce s mnoha operními a hudebními domy, hudebními festivaly a organizacemi po celém světě. Nahrál nebo se spolupodílel na pořízení nahrávky řady hudebních děl, mimo jiné Rachmaninova Nočního bdění, skladeb Alfreda Schnittkeho a Martinů Zpěvů Vysočiny. Ve funkci hlavního sbormistra setrval až do svého ukončení činnosti v PFS v roce 2005.
V letech 2007 až 2012 byl sbormistrem Pražského komorního sboru.

#### Foerstrovo komorní pěvecké sdružení
Od roku 2009 je Jaroslav Brych sbormistrem Foerstrova komorního pěveckého sdružení (FKPS). Se sborem slavil například úspěch na Mezinárodní sborové soutěži v italském Rimini v roce 2012, kde FKPS obsadilo 1. místo v kategorii vícehlasých sborů a cenu Grand Prix města Rimini. V roce 2015 se sborem vydal CD s názvem "V dobrým jsme se sešli" ke 40. výročí jeho založení. V roce 2019 na 13. ročníku soutěžního festivalu sborového umění In... Canto sul Garda Riva del Garda bylo FKPS díky skvělé dramaturgii a soustředěnému výkonu všech zúčastněných oceněno cenou Grand Prix pro nejlepší sbor soutěže a sbormistr Jaroslav Brych si navíc odnesl cenu pro nejlepšího sbormistra.
Kühnův smíšený sbor
Mezi lety 2019 a 2023 byl Jaroslav Brych hlavním sbormistrem Kühnova smíšeného sboru.
Další spolupráce
V současnosti spolupracuje Jaroslav Brych pravidelně s Pražským filharmonickým sborem, Slovenským filharmonickým sborem, Symfonickým orchestrem hl. m. Prahy FOK, Komorní filharmonií Pardubice a dalšími českými orchestry. V minulosti spolupracoval mimo jiné s Pražským komorním sborem.

### Pedagogická činnost
Jaroslav Brych působí pedagogicky na Hudební fakultě AMU v Praze,  Konzervatoři Jaroslava Ježka a na Pražské konzervatoři. Dříve vyučoval též na Pedagogické fakultě Univerzity Karlovy, a na Konzervatoři v Pardubicích.